# 马基沙讷
马基沙讷（法語：Marquixanes，法語發音：[maʁkiʃan] ⓘ）是法国东比利牛斯省的一个市镇，属于普拉德区。 

## 地名
该地名来源于加泰罗尼亚语，拼读方式不完全符合法语正字法，其标准发音为[maʁkiʃan]，字母“x”发/ʃ/音，根据实际发音其应译作“马基沙讷”，《世界地名翻译大辞典》与《世界地名译名词典》将其误译作“马基克萨讷”。

## 地理
马基沙讷（42°38'30"N, 2°29'8"E）面积4.8 平方千米，位于法国奧克西塔尼大區东比利牛斯省，该省份为法国大陆部分最南部的省份，涵盖了北加泰罗尼亚，北起奥德省，西接阿列日省和安道尔，南与西班牙接壤，东临地中海。
与马基沙讷接壤的市镇（或旧市镇、城区）包括：阿布索尔斯、万萨、埃斯皮拉德孔夫朗、埃斯托埃、洛斯马索、埃乌斯。
马基沙讷的时区为UTC+01:00、UTC+02:00（夏令时）。

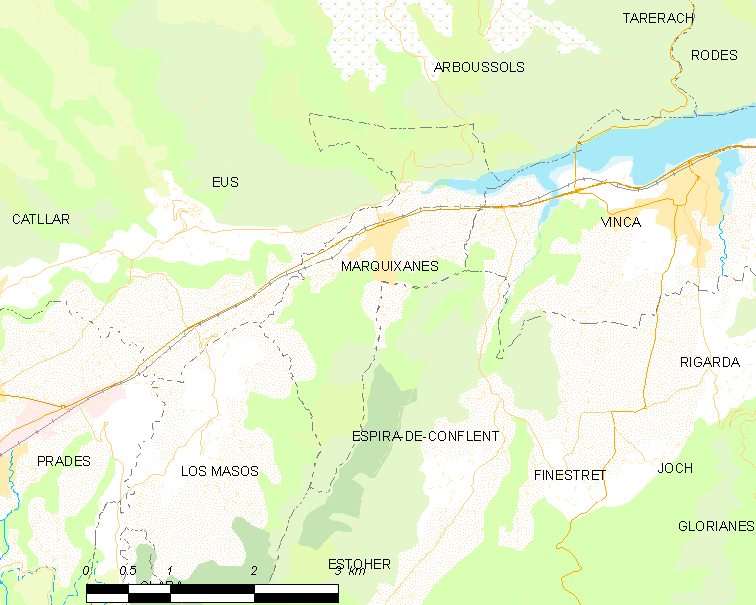
马基沙讷的OSM定位图

## 行政
马基沙讷的邮政编码为66320，INSEE市镇编码为66103。

## 政治
马基沙讷所属的省级选区为勒卡尼古县。

## 人口

1962-2008年间马基沙讷人口变化图示

马基沙讷于2022年1月1日时的人口数量为585人。